# Línea Filióvskaya (Metro de Moscú)

Trayecto de la línea Filióvskaya del Metro de Moscú.

La línea Filióvskaya (del ruso: Филёвская ли́ния), también conocida como la línea 4, es una línea del Metro de Moscú. Cronológicamente fue la sexta línea en inaugurarse, que conecta los principales distritos occidentales de Dorogomilovo, Fili y «Moscow-City» con el centro de la ciudad. En la actualidad cuenta con 13 estaciones y tiene una longitud de 14,7 kilómetros.

## Historia
La historia de la línea Filióvskaya es una de las más complicadas del metro de Moscú, debido a que el radio este cayó víctima de las políticas cambiantes. Originalmente las primeras estaciones son las más antiguas, que datan de 1935 y 1937, cuando se abrieron como parte de la primera etapa y funcionaban como una rama de lo que más tarde se convirtió en la línea Sokolnicheskaya. En 1938 el servicio sucursal fue liquidado y se formó la línea Arbatsko-Pokrovskaya por los trenes que ahora terminan en Kurskaya. Sin embargo, durante la Segunda Guerra Mundial, la estación Arbatskaya sufrió daños cuando una bomba alemana atravesó el techo, ya que todas las estaciones de la década de 1930 eran subterráneas.
La amenaza de la Guerra Fría significó que estas estaciones tempranas no eran adecuados para funcionar como refugios antiaéreos, y en su lugar se construyó una sección paralela profunda. Esto habría significado el final de la línea Filyovskaya, ya que Nikita Jrushchov se inspiró en las líneas que discurren por la superficie durante su visita a la ciudad de Nueva York. A su regreso, y coincidiendo con su búsqueda para ahorrar costes en arquitectura y la construcción, se vio obligado a abandonar la extensión subterránea planeada en Fili y en lugar de ello construir una línea de superficie con las antiguas estaciones reabiertas. En 1958 la línea Arbatsko-Filyovskaya fue inaugurado convirtiéndose en la sexta línea en abrirse (el término «Arbatsko» fue añadido más adelante). La línea continuó extendiéndose hacia el oeste, alcanzando Fili en 1959, junto con su depósito separado, el Parque Fili en 1961 y, finalmente, la zona de viviendas de Kuntsevo en 1965. Otra extensión se construyó en Krylatskoye en 1989.

### Trayectoria
| Tramo                                      | Inauguración             | Longitud   |
| ------------------------------------------ | ------------------------ | ---------- |
| Aleksandrovsky Sad – Smolenskaya           | 15 de mayo de 1935       | 1.7 km     |
| Smolenskaya – Kiyevskaya                   | 20 de marzo de 1937      | 1.4 km     |
| Aleksandrovsky Sad – Ploshchad Revolyutsii | 13 de marzo de 1938      | *          |
| Kiyevskaya – Kutuzovskaya                  | 7 de noviembre de 1958   | 2.3 km     |
| Kutuzovskaya – Fili                        | 7 de noviembre de 1959   | 1.7 km     |
| Fili – Pionerskaya                         | 13 de octubre de 1961    | 3.5 km     |
| Pionerskaya – Molodyozhnaya                | 5 de julio de 1965       | 3.8 km**** |
| Kuntsevskaya                               | 31 de agosto de 1965     | N/A        |
| Molodyozhnaya – Krylatskoye                | 31 de diciembre de 1989  | 1.9 km     |
| Kiyevskaya – Delovoi Tsentr                | 10 de septiembre de 2005 | 2.2 km**   |
| Delovoi Tsentr – Mezhdunarodnaya           | 30 de agosto de 2006     | 0.5 km     |
| Kuntsevskaya – Krylatskoye                 | 2 de enero de 2008       | −4.3 km*** |
| Total:                                     | 13 estaciones            | 14.7 km    |

* Se utilizó un ramal de 0.9 km para conectar Aleksandrovsky Sad y Ploshchad Revolyutsii.
** Este tramo existe como un ramal Aleksandrovskiy Sad - Kiyevskaya - Mezhdunarodnaya.
*** El 2 de enero de 2008 la línea Filyovskaya fue acortada en su término Kuntsevskaya, mientras que las estaciones Molodyozhnaya y Krylatskoye pasaron a la línea Arbatsko-Pokrovskaya.

## Transbordos
| Transbordo a               | En                 |
| -------------------------- | ------------------ |
| Línea Sokolnicheskaya      | Aleksandrovsky Sad |
| Línea Arbatsko-Pokrovskaya | Kiyevskaya         |
| Línea Arbatsko-Pokrovskaya | Aleksandrovsky Sad |
| Línea Arbatsko-Pokrovskaya | Kuntsevskaya       |
| Línea Koltsevaya           | Kiyevskaya         |
| Línea Kalininskaya         | Vystavochnaya      |

- Datos: Q834540
- Multimedia: Filyovskaya Line / Q834540